# 秋田県立勝平養護学校
秋田県立勝平養護学校（あきたけんりつ かつひらようごがっこう）は、かつて秋田県秋田市新屋下川原町の、通称・「福祉団地」にあった公立特別支援学校。肢体不自由者を教育対象としていた。

## 概要
秋田県立養護学校（後の秋田県立秋田養護学校）に併設されていた、秋田県太平療育園（2010年3月廃止、同年4月より秋田県立医療療育センターが継承）の入所者を対象とした、同養護学校のII部が前身。1974年、太平療育園が、秋田養護学校(同年校名改称)と別立地となる形で、新屋町字下川原（現在の新屋下川原町）への移転に併せて、II部を同養護学校の分校化し、その後、1979年に独立した養護学校となった。
この流れから、秋田県立秋田養護学校同様、肢体不自由者を対象としていた。開校以来、寄宿舎は一貫して設置されず、通学制か、太平療育園入所者の形でそこから通うかのいずれかとなっていた。

## 沿革
- 1974年 - 秋田県太平療育園への移転に伴い、秋田県立養護学校II部も併せて移転する形で、秋田県立秋田養護学校勝平分校として開設される。
- 1979年 - 秋田県立秋田養護学校から独立し、秋田県立勝平養護学校として開設。
- 2010年 - 秋田県立秋田きらり支援学校開校により、秋田養護学校とともに閉校。

## 学部
- 小学部
- 中学部
- 高等部

## 行事
- 運動会
- 勝養祭